# 小峰一允
小峰 一允（こみね いちいん、1933年7月1日 - 2024年6月3日）は、真言宗の僧侶（大僧正）。東京都練馬区の三寳寺住職。真言宗智山派菩提院結衆・集議。真言宗智山派管長（2015-2019年）。

## 経歴
早稲田大学教育学部卒、大正大学大学院仏教学修士課程修了。真言宗智山派宗務出張所長、真言宗智山派教学部長、弘法大師千百五十年御遠忌伝道部長、練馬区仏教会会長、智山教化センター長、密厳流遍照講全国連合会長、2013年後七日御修法供僧（息災護摩供）、同年密教教化賞受賞。2016年全日本仏教会会長に就任。
2024年6月3日に死去。90歳没。

## 著作リスト
- 『真言宗』佐藤良盛共著（大法輪閣、2003年）
- 『三寳寺所伝三意願方聖教集』（山喜房仏書林、2004年）

## 論文
- CiNii>小峰一允
- INBUDS>小峰一允